# متیو ابیسینگه
متیو ابیسینگه (انگلیسی: Matthew Abeysinghe؛ زادهٔ ۱۹ مارس ۱۹۹۶) ورزشکار ورزش شنا است.
وی در مسابقات کشوری و بین‌المللی در مجموع برندهٔ ۱۴ مدال طلا، ۴ مدال نقره و ۱ مدال برنز شده‌است.